# Tim Maia Racional, Vol. 2
Tim Maia Racional, Vol. 2 é o sexto álbum de estúdio do cantor e compositor brasileiro Tim Maia, lançado no início de 1975 através do selo Seroma - pertencente ao próprio cantor carioca. As gravações ocorreram nos estúdios RCA entre julho e agosto de 1974. O álbum foi largamente ignorado pela crítica especializada na época do seu lançamento e apresentou vendagem inexpressiva, muito em função de seu baixo apelo comercial - tendo em vista as letras que divulgavam uma seita com poucos adeptos - e da distribuição semi-amadora da gravadora independente do cantor carioca.
Com o passar dos anos, apesar das tentativas de Tim de apagar o disco da memória popular - com destruição ativa do material, além de proibição de relançamento e desencorajamento de regravações, o álbum passou a ser alvo de um status cult, com os discos de vinil originais tornando-se raros e caros. A partir dos anos 1990, com o resgate da música negra brasileira da década de 1970, cresceu a pressão para o relançamento dos álbuns, o que só veio a ocorrer depois da morte do artista. O disco é tido como um dos pontos altos da carreira de Tim Maia, muito em razão de seus arranjos e da qualidade da voz do cantor carioca.
A faixa "O Caminho do Bem" fez parte da trilha sonora do filme Cidade de Deus.

## Antecedentes
Após o lançamento do álbum anterior, Tim recebeu uma proposta irrecusável da gravadora RCA para gravar um álbum duplo com total liberdade artística: escolheria não só repertório, mas músicos, estúdio e técnicos. Além disso, o contrato estipulava um valor bem alto a título de luvas. Então, em agosto de 1973, menos de um mês após o lançamento de seu disco, Tim estava livre para assinar o novo contrato, mantendo apenas um contrato de divulgação com o selo Polydor em razão dos compromissos de seu último álbum. Maia passou a ensaiar e a compor na sua editora musical, a Seroma, como ele estava acostumado a fazer antes da gravação de seus discos. Além disso, continuava a fazer shows pelo país.

## Gravação e produção
Em julho de 1974, Tim começou a registrar as bases das músicas nos estúdios de sua nova gravadora, no Rio de Janeiro. Algumas das canções tinham letra já, mas grande parte ainda eram apenas instrumentais. Maia começou, então, a visitar amigos que poderiam colocar letras nas bases. Em uma dessas visitas, no final de julho de 1974, o cantor carioca foi à casa de seu amigo Tibério Gaspar e encontrou o livro Universo em Desencanto, da seita Cultura Racional. Assim, converteu-se àquela religião e passou a trabalhar fortemente nas canções e a colocar letras enaltecendo a seita nas músicas, inclusive trocando aquelas que já tinham letras. A gravadora, que estava muito empolgada com o material que vinha sendo produzido, passou a ficar preocupada com a guinada religiosa de Maia e anteveu uma briga quando o disco estivesse pronto. No final de agosto, com o material já pronto, Tim foi conversar com os executivos da gravadora. O contrato previa que o cantor carioca receberia um adiantamento para gravar um disco que seria comprado pelo selo para a sua distribuição nacional. Entretanto, a gravadora alegou que não havia ficado contente com o material e que não estava disposta a comprá-lo - na verdade, os executivos temiam a reação da ditadura militar brasileira. Para a surpresa da gravadora, Maia simplesmente pegou as fitas nas quais seu álbum duplo estava gravado e disse que ia prensar e distribuir o LP ele mesmo. Logo, para prensar e distribuir o álbum, Tim resolveu transformar sua editora musical em um selo fonográfico, terceirizando o processo de prensagem e fabricação dos discos para a fábrica da Tapecar e a impressão das capas para gráficas locais.

## Resenha musical
O lado A abre com "Quer Queira Quer não Queira", em parceria com seu velho amigo Fábio, um soul com forte acentuação de música africana e caribenha - e uma das que estava pronta antes da conversão, como "Adiós San Juan de Puerto Rico", e teve a letra trocada. Em seguida, vem "Paz Interior", um samba-soul composto por Edson Trindade - o compositor de "Gostava Tanto de Você" - e com letra autobiográfica. A terceira canção é "O Caminho do Bem", de Beto Cajueiro, Serginho Trombone e Paulinho Guitarra, um funk lento e cadenciado com teclados minimalistas e guitarra wah-wah, combinando com a repetição do título da canção como um mantra. Após, vem "Energia Racional", que transforma a vinheta do primeiro disco em outro mantra que é repetido sobre uma base musical repetitiva e dançante. O lado fecha com "Que Legal", uma canção funkeada com influências de mambo, salsa e rumba, especialmente na percussão.
O lado B inicia com "Cultura Racional", outra de seu baixista Beto Cajueiro. É uma típica balada romântica que foi convertida em música de propaganda para a seita. O mesmo acontece com "O Dever de Fazer Propaganda deste Conhecimento", de Robson Jorge, que também é uma balada, mas tipicamente soul dos anos 1970. Após, "Guiné Bissau, Moçambique e Angola Racional" novamente fala sobre a África, com uma visão otimista sobre o continente, intercalada com solo de guitarra extremamente rock. O álbum fecha com uma segunda versão de "Imunização Racional (Que Beleza)", fechando novamente com tons africanos na percussão e nos metais.

## Recepção

### Lançamento
O álbum foi lançado no início de 1975 pelo selo fonográfico Seroma, gravadora independente de propriedade do próprio Tim Maia. Ao invés de lançar um álbum duplo, como pretendia, Maia preferiu lançar dois álbuns simples. Fato curioso é que o cantor carioca não fez nenhum contrato de distribuição do disco, sendo esta realizada de maneira semi-amadorística, com poucos discos deixados em consignação com lojas que aceitavam e outra parte sendo vendida durante apresentações ou até de porta em porta por Tim e pelos músicos. Desse modo, a divulgação foi prejudicada pela falta de uma distribuição nacional, além da dificuldade de Maia em vender apresentações: as poucas que conseguia realizar ou eram de graça ou eram apenas para membros da seita Racional. Assim, a estimativa de vendas é baixíssima, principalmente tendo em vista as dificuldades que o cantor carioca passou no final do período racional.

### Recepção da crítica
| Críticas profissionais    | Críticas profissionais |
| Avaliações da crítica     | Avaliações da crítica  |
| Fonte                     | Avaliação              |
| ------------------------- | ---------------------- |
| Digestivo Cultural (2006) | Favorável              |

O álbum foi largamente ignorado pela crítica especializada à época do seu lançamento. Entretanto, foi objeto de críticas a partir dos anos 1990, com o resgate da música negra brasileira da década de 1970. O jornalista Alexandre Matias, escrevendo para a revista eletrônica Digestivo Cultural, considerou o disco como um ponto fora da curva em relação à vida de Tim Maia: "viveu do jeito que quis (...) [levou] uma vida inconstante. (...) Mas por um momento em sua carreira, ele tentou se redimir. De verdade".

### Relançamentos
Assim como seu primeiro volume, este disco também tornou-se raro de se achar em vinil, muito por conta da tentativa de Tim Maia de apagá-lo da memória popular ao impedir reedições, relançamentos e, até mesmo, desencorajar regravações do material por outros artistas. Desse modo, o disco acabou por converter-se em objeto de colecionadores, atingindo altos preços. O álbum só foi ganhar edição em CD em fevereiro de 2011 através da Coleção Tim Maia lançada pela Editora Abril. O relançamento do disco, ainda, dividiu opiniões: o cantor e compositor Hyldon, antigo parceiro de Tim Maia, por exemplo, acredita que o relançamento é um desrespeito a memória do amigo, já que o disco foi um fracasso e acabou sendo renegado pelo cantor carioca ainda em vida.
Em 2019, os dois álbuns da fase racional foram lançados em diversos serviços de streaming, 1 ano após o mesmo ter acontecido com os primeiros discos do cantor e compositor carioca.

## Legado
Após abandonar a seita, em 25 de setembro de 1975, Tim Maia iniciou uma tentativa de apagamento desses álbuns e dessa fase da sua carreira da memória popular, destruindo todos os discos que ainda se encontravam em seu poder, além de proibir relançamentos e desencorajar regravações do material por outros artistas interessados.Ainda assim, os álbuns acabaram desenvolvendo um status cult, com o material sendo disputado por colecionadores e passando a valer boas somas de dinheiro em virtude de sua raridade e qualidade. Uma das razões apontadas para tanto é que essa conversão representou uma mudança significativa na conturbada vida pessoal do cantor, que parou de beber e usar drogas, algo que refletiu direta e positivamente na qualidade da sua reconhecidamente poderosa voz.
Assim, apesar do desgosto do próprio Tim Maia em relação ao álbum e às duras críticas recebidas na época de seu lançamento, os álbuns são tidos como um dos melhores momentos da carreira do cantor, tendo ficado marcado pelo seu baixo apelo comercial - com as letras de devoção à Cultura Racional - e pela sonoridade que remeteu a nomes do soul e do funk norte-americano, como Barry White, Marvin Gaye e George Clinton. Em 2007, a revista Rolling Stone Brasil, em sua lista dos 100 maiores discos da música brasileira, listou o álbum como o 49º melhor disco brasileiro de todos os tempos.

## Faixas
Todas as faixas escritas e compostas por Tim Maia, exceto onde indicado. 
| Lado A |                               |                                                       |         |  |
| N.º    | Título                        | Compositor(es)                                        | Duração |  |
| 1.     | "Quer Queira Quer não Queira" | Fábio / Tim Maia                                      | 4:50    |  |
| 2.     | "Paz Interior"                | Edson Trindade                                        | 2:56    |  |
| 3.     | "O Caminho do Bem"            | Beto Cajueiro / Serginho Trombone / Paulinho Guitarra | 6:10    |  |
| 4.     | "Energia Racional"            |                                                       | 2:57    |  |
| 5.     | "Que Legal"                   |                                                       | 4:13    |  |

| Lado B         |                                                  |                |         |  |
| N.º            | Título                                           | Compositor(es) | Duração |  |
| 1.             | "Cultura Racional"                               | Beto Cajueiro  | 4:39    |  |
| 2.             | "O Dever de Fazer Propaganda deste Conhecimento" | Robson Jorge   | 5:53    |  |
| 3.             | "Guiné Bissau, Moçambique e Angola Racional"     |                | 6:09    |  |
| 4.             | "Imunização Racional (Que Beleza)"               |                | 3:29    |  |
| Duração total: | Duração total:                                   | Duração total: | 41:16   |  |

## Créditos
Créditos retirados de fontes diversas.

### Músicos
- Vocal: Tim Maia
- Guitarra elétrica: Paulinho Guitarra
- Trompete: Paulinho Trompete
- Saxofone e flauta: Oberdan Magalhães
- Órgão elétrico e teclados: Robson Jorge
- Piano elétrico: Robson Jorge e Serginho Trombone
- Baixo elétrico: Beto Cajueiro e Paulinho Guitarra
- Bateria: Luiz Carlos Batera e Robério Rafael

### Ficha técnica
- Produção: Tim Maia
- Arranjos: Tim Maia